# Bosroumois
Bosroumois es una comuna nueva francesa situada en el departamento de Eure, de la región de Normandía.

## Historia
Fue creada el 1 de enero de 2017, en aplicación de una resolución del prefecto de Eure de 3 de agosto de 2016 con la unión de las comunas de Bosnormand y Le Bosc-Roger-en-Roumois, pasando a estar el ayuntamiento en la antigua comuna de Le Bosc-Roger-en-Roumois.

## Demografía
| Gráfica de evolución demográfica de Bosroumois entre 1800 y 2013 |
|                                                                  |

Los datos entre 1800 y 2013 son el resultado de sumar los parciales de las dos comunas que forman la nueva comuna de Bosroumois, cuyos datos se han cogido de 1800 a 1999, para las comunas de Bosnormand y Le Bosc-Roger-en-Roumois de la página francesa EHESS/Cassini. Los demás datos se han cogido de la página del INSEE.

## Composición
| Comuna delegada          | Código INSEE | Población (2013) | Superficie (km²) | Densidad (hab./km²) |
| ------------------------ | ------------ | ---------------- | ---------------- | ------------------- |
| Bosnormand               | 27093        | 322              | 3.34             | 96                  |
| Le Bosc-Roger-en-Roumois | 27090        | 3144             | 9.90             | 318                 |